# 작은개미핥기
작은개미핥기는 작은개미핥기속(Tamandua)에 속하는 개미핥기의 총칭이다. 북부작은개미핥기와 남부작은개미핥기의 2종을 포함하고 있다. 숲과 초원에서 살며, 반수상생활(半樹上生活)을 하며, 일부는 물건을 쥐어서 잡을 수 있는 꼬리를 갖고 있다. 주로 개미와 흰개미를 포식하지만, 벌과 딱정벌레 그리고 곤충의 유충 등을 먹기도 한다.
천적은 재규어, 퓨마, 오셀롯, 부채머리수리, 아나콘다 다.